# 津金沢聡広
津金沢 聡広（津金澤 聰廣、つがねさわ としひろ、1932年11月8日 - 2022年2月19日）は、日本の社会学者、メディア研究者、関西学院大学名誉教授。学位は、博士（社会学）（関西学院大学・2000年）。

## 人物・経歴
群馬県生まれ。1957年京都大学教育学部卒業、1959年同大学院教育学研究科修士課程中退。関西学院大学教授を務め、2000年「現代日本メディア史の研究」で関西学院大学より博士（社会学）の学位を取得。定年後名誉教授、桃山学院大学特任教授、2008年退任。
戦中期から戦後に至るメディア史、宝塚歌劇の宣伝戦略などを研究、『村嶋歸之著作選集』も編纂した。
1976年には、桑原武夫、鶴見俊輔、多田道太郎、井上俊らと現代風俗研究会を創設（桑原が初代会長）。
2022年2月19日、死去。89歳没。

## 著書
- 『マス・メディアの社会学 情報と娯楽』世界思想社 1982
- 『宝塚戦略 小林一三の生活文化論』講談社現代新書 1991、吉川弘文館<読みなおす日本史> 2018
- 『現代日本メディア史の研究』ミネルヴァ書房 1998

### 共編著
- 『マンガの主人公』作田啓一、多田道太郎共著 至誠堂新書 1965
- 『放送論概説』田宮武共編 ミネルヴァ書房 1975
- 『マスコミを学ぶ人のために』早川善治郎共編 世界思想社 1978
- 『近代日本の新聞広告と経営 朝日新聞を中心に』共著 朝日新聞社 1979
- 『放送文化論』田宮武共編著 ミネルヴァ書房 1983
- 『日本の広告 人・時代・表現』山本武利共著 日本経済新聞社 1986、世界思想社 1992
- 『女性とメディア』加藤春恵子共編 世界思想社 1992
- 『内閣情報部情報宣伝研究資料』全8巻 佐藤卓己共編 柏書房 1994
- 『現代メディアを学ぶ人のために』有山輝雄共編 世界思想社 1995
- 『近代日本のメディア・イベント』編著 同文館出版 1996
- 『タカラヅカ・ベルエポック 歌劇+歴史+文化=宝塚』名取千里共編著 神戸新聞総合出版センター 1997
- 『戦時期日本のメディア・イベント』有山輝雄共編 世界思想社 1998
- 『震災の社会学 阪神・淡路大震災と民衆意識』黒田展之共編著 世界思想社 1999
- 『テレビ放送への提言』田宮武共編著 ミネルヴァ書房 1999
- 『タカラヅカ・ベルエポック 2 宝塚モダニズムは世紀を超えて』名取千里共編 神戸新聞総合出版センター 2001
- 『『外国の新聞と雑誌』に見る海外論調』第22、26、29巻 柏書房 2001
- 『戦後日本のメディア・イベント 1945-1960年』 世界思想社 2002
- 『広報・広告・プロパガンダ』佐藤卓己共編 ミネルヴァ書房（叢書現代のメディアとジャーナリズム）2003
- 『近代日本の音楽文化とタカラヅカ』近藤久美共編 世界思想社 2006
- 『叢書現代のメディアとジャーナリズム  第8巻 メディア研究とジャーナリズム21世紀の課題』武市英雄・渡辺武達共責任編集 ミネルヴァ書房  2009
- 『植民地博覧会』（始政四十周年記念台湾博覧会誌）（近代日本博覧会資料集成）山本武利共監修、林恵玉 編 国書刊行会 2012
- 『タカラヅカという夢 1914～2014 : 100th』田畑きよ子・名取千里共編著 青弓社 2014

## 論文
- <津金沢聡広